# Sella&Mosca

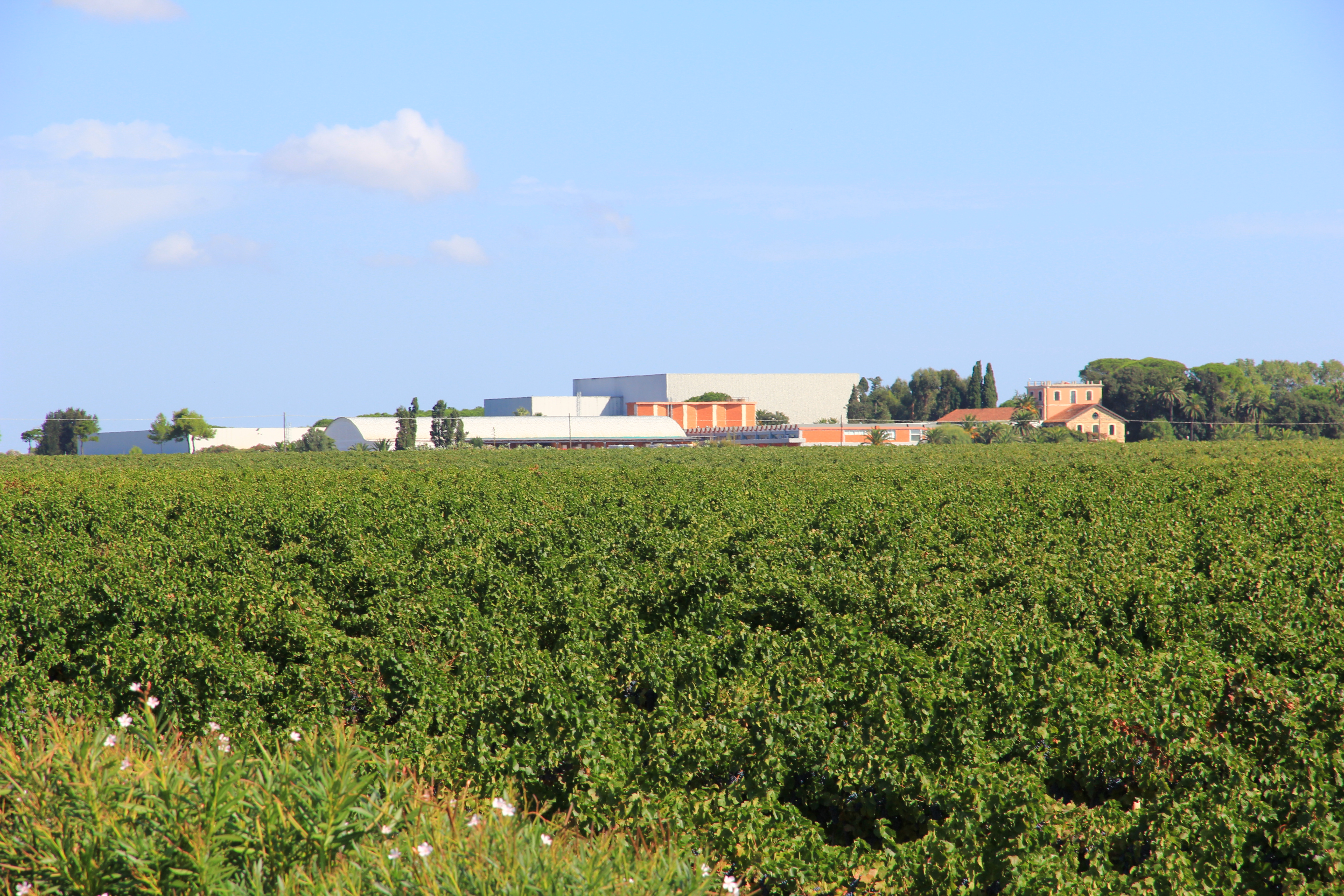
El celler de Sella&Mosca

Sella&Mosca (S&M) és una hisenda vinícola italiana amb seu a la localitat de l'Alguer, i propietat del grup Campari des de 2002.
Fou fundada el 1899 per l'enginyer Erminio Sella, nebot de Quintino Sella, i de l'advocat Edgardo Mosca amb el patrocini de a localitat I Piani per a l'eliminació dels còdols de gres, traquita i calcària. Ara compta amb 550 hectàrees de vinya, visible al llarg de la carretera provincial 42 de les Dues Mars, produint una gamma àmplia de vins com Alghero Torbato, els previstos en l'especificació Vermentino di Gallura DOCG, Carignano del Sulcis, Cannonau, Alghero DOC de raïm cabernet sauvignon, sauvignon, cannonau, carignano, merlot, monica.
El complex compta amb nombroses instal·lacions obertes al públic, com ara els cellers històriques, construït el 1903, la botiga de vins i el museu, dividit en la secció empresarial i en l'arqueològica vinculada a la necròpolis d'Anghelu Ruju, descoberta en el mateix període en la nova empresa, i que dona nom a un dels vins produïts. La finca es troba a poca distància d'Olmedo, de l'Aeroport de l'Alguer i de la localitat de Santa Maria La Palma, on es troba una altra important empresa vinícola, la Cantina Santa Maria la Palma.
La marca de Sella&Mosca és una reproducció estilitzada d'un baix relleu del Regne Antic d'Egipte present a la mastaba de Mereruka, visir del faraó Teti, a Saqqara, que representa cinc homes decidits a esprémer el raïm amb dos pals llargs, perquè el suc passa a través de la tela que cau en el pot dessota.
Abans de formar part del grup Campari el 2002, la societat va adquirir el mirto Zedda Piras el 1994. Gràcies a la història centenària del celler, la major capacitat de producció i els innombrables premis nacionals i internacionals obtinguts, la Sella&Mosca és generalment considerada la hisenda vinícola més important i prestigiosa de la Sardenya.